# Greta (2009)
Greta (Originaltitel: According to Greta) ist ein Filmdrama und zugleich das Regiedebüt der Regisseurin Nancy Bardawil mit den Schauspielern Hilary Duff, Ellen Burstyn, Michael Murphy, Evan Ross, und Melissa Leo in den Hauptrollen. Der Film thematisiert die Probleme verschiedener Generationen im Konflikt, wobei im Mittelpunkt der Teenager Greta steht.

## Handlung
Die 17-jährige Greta ist clever, hübsch, rebellisch und sarkastisch. In einem kleinen Notizbuch, das als ihr Tagebuch fungiert, hält sie fest, was sie vor ihrem Tod noch erleben möchte und welche Methoden es gibt, sich umzubringen.
Ihre Mutter schickt sie während der Schulferien für drei Monate zu ihren Großeltern nach New Jersey in die aus Gretas Sicht öde Kleinstadt Ocean Grove, um Zeit für sich zu haben und ihre inzwischen dritte Ehe zu retten. Kaum ist Greta mit dem Reisebus in Ocean Grove angekommen, legt sie sich mit ihren Großeltern und der Nachbarschaft an. Doch als sie sich in einem Restaurant als Kellnerin einstellen lässt, beginnt das Leben in der Kleinstadt interessanter zu werden. Sie beginnt, sich in den dort angestellten Koch Julie zu verlieben, der früher wegen Autodiebstahls im Gefängnis war, doch jetzt fest entschlossen ist, ein besseres Leben zu führen und später einmal ein eigenes Restaurant zu eröffnen. Eine Sommerromanze beginnt, und Greta freundet sich sogar ein wenig mit ihren Großeltern an. Als sie, von Todessehnsucht getrieben, während einer gemeinsamen Bootsfahrt mit ihren Großeltern und Julie ihren Fuß in der Ankerleine verhakt, um zum Meeresgrund herabgezogen zu werden, wird sie von Julie in letzter Sekunde gerettet. Während dieser Beinahe-Katastrophe erleidet ihre Großmutter einen Herzinfarkt und muss ins Krankenhaus gebracht werden. Als Julie Greta damit konfrontiert, dass er nicht bereit ist, sein Leben in Gretas Nähe weiterhin zu gefährden, beginnt sie zu begreifen, wie viel Einfluss ihr Verhalten auf ihre Umgebung und Mitmenschen hat, und beginnt, sich zu verändern. Als dann plötzlich ihre Mutter aufkreuzt, die von Gretas Großvater telefonisch gebeten wurde, Greta zum Wohl ihrer Großmutter abzuholen, eskaliert die Situation beinahe. Gretas Mutter plant, ihre Tochter in ein Bootcamp zu schicken, wovon weder die Großeltern noch Greta, die lieber weiterhin in Ocean Grove bleiben möchte, begeistert sind. Dem Großvater gelingt es, die Situation zu entschärfen, indem er vorschlägt, die Angelegenheit als Familie zu klären. Daraufhin bleiben sowohl Greta als auch ihre Mutter für die nächsten Wochen bei den Großeltern, verbringen viel Zeit miteinander und sehen sich alte Familienfotos an, auf denen Greta erstmals ihren Vater zu Gesicht bekommt, der sich in Gretas Kindheit mit einem Gewehr das Leben nahm und damals von Greta gefunden wurde. Gretas Notizbuch und die darin enthaltenen Listen scheinen eine Folge dieses Traumas zu sein. Schließlich gelingt es ihr nach der mit ihrer Familie gemeinsam verbrachten Zeit und durch die Freundschaft zu Julie, sich von ihrem Notizbuch zu trennen.

## Hintergrund
Der Film wurde in Ocean Grove, Asbury Park, Brick Township, Point Pleasant sowie dem Jersey Shore University Medical Center im Zeitraum vom 2. Oktober 2007 bis zum 6. November 2007 gedreht. Laut Steve Gorelick von der New Jersey Motion Picture and Television Commission in Newark sollen sich die Kosten im Bereich von ein bis zwei Millionen US-Dollar bewegt haben. Abgeschlossen wurden die Filmproduktionen Mitte November 2007. Im Mai 2008 wurden einige Szenen neu gedreht. Für den Filmstart in den Vereinigten Staaten wurde der Titel „According to Greta“ ausgewählt, später wurde der Film in Los Angeles nur noch als Greta präsentiert.
Seine Premiere feierte der Film am 13. Mai 2009 beim Cannes Film Market in Frankreich. In den Kinos der Vereinigten Staaten erschien der Film am 11. Dezember 2009, jedoch in limitierter Auflage. Die DVD war in den Vereinigten Staaten ab dem 10. Januar in den Läden erhältlich. In Deutschland erschien der Film am 12. März 2010 auf DVD. Der Film kam im iTunes-Shop bis zum 13. März 2010 bis auf Platz 56 und konnte bis zu über 200.000 mal über iTunes verkauft werden.

## Kritik
Cinema lobte die „erstaunliche Performance“ von Hilary Duff, die zeige, dass „mehr in ihr steckt als ein wandelnder Blondinenwitz“.
dvdrental.ch sah ein „ambitioniertes, stimmungsvolles Teenagerdrama“, bei dem insbesondere Hilary Duff „eine erstaunlich gute Figur als depressives Konfrontationsgöre“ mache. Bei dem „glänzend beobachteten, einfühlsam erzählten und erfolgreich um die Vermeidung von Klischeefallen bemühten Familiendrama, Teenagerselbstfindungs- und Mädchenliebesfilm“ handele es sich um einen „Tipp für Damen jeden Alters und Freunde anspruchsvoller Unterhaltung“.